# جيف يو
جيف يو (بالإنجليزية: Jeff Yoo)‏ (30 أكتوبر 1978 - ) هو لاعب كرة قدم أمريكي في مركز الهجوم. لعب مع جيجو يونايتد ونادي أوسنابروك ونادي أولسان هيونداي.

## وصلات خارجية
- جيف يو على موقع دوري كوريا الجنوبية (الإنجليزية)